# Osbert Chadwick
Osbert Chadwick (Londra, 5 aprile 1844 – Knocknalling, 27 settembre 1913) è stato un ingegnere britannico.

## Biografia
Figlio dell'ingegnere Edwin Chadwick, dopo gli studi all'accademia militare della Royal Military Academy di Woolwich entrò nella Commission in the Royal Engineers nel 1864 e quattro anni dopo partì per l'India britannica e venne assegnato al dipartimento dei lavori pubblici. In questa veste ebbe la responsabilità dei laboratori e della gestione di una flottiglia di chiatte utilizzate a Bombay durante alcuni lavori di bonifica e nel 1871 venne trasferito ad Aden e si impegnò nella costruzione di macchinari per un mulino a vapore e una panetteria.
Nel 1873 lasciò il servizio e divenne ingegnere civile e venne nominato ingegnere dei lavori pubblici della città di Odessa nell'Impero russo, successivamente venne nominato consulente tecnico presso il War and Colonial Office, principalmente per quanto riguarda il lavoro sanitario per le colonie britanniche dal segretario di Stato per le Colonie Henry Herbert, IV conte di Carnarvon. Questi includevano sistemi di approvvigionamento idrico, fognatura e drenaggio per Grenada, Malta, Hong Kong, Mauritius, Trinidad e Tobago, Giamaica e nel 1886 venne nominato compagno dell'Ordine di San Michele e San Giorgio.
Nel 1890 a Malta progettò i laghi di Chadwick assieme all'amministrazione coloniale per permettere l'adricoltura ed evitare future epidemie di colera.
Dal 1898 al 1911 ricoprì anche la carica di presidente del Chadwick Professor of Civil Engineering, cattedra universitaria fondata dal padre all'University College London con lo scopo di migliorare le condizioni sanitarie nell'Impero britannico.	
Morì nel 1913 vicino a St John's Town of Dalry nel Dumfries and Galloway in Scozia all'età di settant'anni.

## Opere
- Report on the general sanitation of Mauritius : with recommendations for the improvement of Port Louis and Curepipe and other villages, Indian camps &c., Port Louis, 1891
- Preliminary report on the Mare-aux-Vacoas water supply 1891, Port Louis, 1891
- Report on the proposed improvements of the Mare-aux-Vacoas works and the water supply of Curepipe : with estimates of probable cost, Port Louis, 1891
- Memorandum on the utilisation of rivers for irrigation and other purposes : with observations as to the law of waters, Port Louis, 1892
- Report on the general distribution of water for domestic and industrial purposes : with a description of the proposed Mare-aux-Vacoas and Curepipe water works, Port Louis, 1892
- Sanitary works : programme of operations for current and ensuing year, Port Louis, 1892
- Statement of original and revised estimates for the Mare-aux-Vacoas water works and probable expenditure on sanitary engineering staff, Port Louis, 1892
- Report on the St. George's and Les Avocats water works, Saint George's, 1893
- Report on the low level intercepting sewers of Senglea and Cospicua: with observations on the ventilation of sewers, La Valletta, 1894
- Memorandum on the sanitation of Lagos, Waterlow & Sons, Londra, 1897
- Report on the question of the housing of the population of Hongkong, Hong Kong, 1902